# Волочаевское сельское поселение (Ростовская область)
Волочаевское сельское поселение — муниципальное образование в Орловском районе Ростовской области. 
Административный центр поселения — посёлок Волочаевский.

## Административное устройство
В состав Волочаевского сельского поселения входят:
- посёлок Волочаевский;
- посёлок Маныч;
- посёлок Правобережный;
- посёлок Рунный;
- посёлок Стрепетов;
- посёлок Чабрецы.

## Население
| 2010  | 2012  | 2013  | 2014  | 2015  | 2016  | 2017  |
| ----- | ----- | ----- | ----- | ----- | ----- | ----- |
| 1496  | ↘1493 | ↘1469 | ↘1466 | →1466 | ↘1447 | ↘1424 |
| 2018  | 2019  | 2020  | 2021  |       |       |       |
| ↘1398 | ↘1394 | ↘1381 | ↘1345 |       |       |       |